# نورت برنچ (کانزاس)
نورت برنچ (به انگلیسی: North Branch) یک منطقهٔ مسکونی در ایالات متحده آمریکا است که در کانزاس واقع شده‌است. نورت برنچ ۵۷۰ متر بالاتر از سطح دریا واقع شده‌است.